# Delphinium alabamicum
Delphinium alabamicum là một loài thực vật có hoa trong họ Mao lương. Loài này được Kral mô tả khoa học đầu tiên năm 1976.